# Dominican Campaign Medal
La Dominican Campaign Medal ("Médaille de la campagne dominicaine") est une médaille de campagne de la marine américaine (US Navy) et du corps des marines des États-Unis, qui a été créée le 29 décembre 1921. Pour recevoir la Dominican Campaign Medal, un militaire doit avoir effectué un service militaire actif en République dominicaine entre le 5 mai et le 4 décembre 1916.

## Historique
La médaille commémore l'invasion de la République dominicaine par les États-Unis en 1916. Conçue par Adolph Alexander Weinman et approuvée par la Commission des beaux-arts des États-Unis (United States Commission of Fine Arts - CFA) en novembre 1923. C'est la première médaille de la marine et du corps des Marines dont le revers comporte l'inscription " For Service " sur une ligne droite (tous les revers précédents des médailles de la marine et du corps des marines portaient l'inscription sur une courbe).